# روژنا شلمرووا
روژنا شلمرووا (چکی: Růžena Šlemrová؛ ۱۰ نوامبر ۱۸۸۶ – ۲۴ اوت ۱۹۶۲) بازیگر اهل چکسلواکی بود.
از فیلم‌هایی که وی در آن نقش داشته‌است، می‌توان به حلقه ازدواج و باد سیمگون اشاره کرد.